# Dynamite (방탄소년단의 노래)
〈Dynamite〉(다이너마이트)는 2020년 8월 21일에 발매된 대한민국의 보이 그룹 방탄소년단의 디지털 싱글이다. 방탄소년단 최초의 영어로만 이루어진 곡이며, 빌보드 핫 100에 1위로 진입하여 2주 연속 1위를 차지한 뒤, 2위로 내려갔다가 다시 1위로 재진입하여 도합 3주간 빌보드 핫 100의 1위 자리를 차지했다.
현재 'Dynamite'의 유튜브 뮤직비디오 조회수는 17억 75,373,151회이다. (2023년 12월 25일 기준)

## 배경
2020년 7월 26일, 방탄소년단은 V LIVE 실시간 방송 중에 2020년 8월 21일 YFS 디지털과 함께 이 그룹의 다가올 음반을 위한 최초 싱글로서 영어로 된 노래를 발매할 것이라고 확인하였다. 이 노래에 대해 이야기하면서 방탄소년단은 코로나바이러스-19로 인해 전 세계 사람들이 힘든 시간을 보내고 있으며 팬들을 위해 긍정적인 에너지를 함께 나누기를 바랜다고 언급하였다. 23시간 25분만에 유튜브 조회수 1억뷰를, 최초 공개 24시간 만에 1억 110만뷰에 도달하면서 신기록을 달성하였다.
웹사이트 발표 후 하루가 지나 7개의 카운트다운에 들어갔으며 그 중 각각이 싱글의 새로운 발표를 향해 카운트다운되고 있었다. 7월 31일, 방탄소년단은 스포티파이에 프리세이브 링크를 공유하였다. 8월 2일, 소속사 빅히트는 노래의 제목이 "Dynamite"가 될 것이라고 밝혔다. 그 다음날 미국 고객을 위해 7인치, 카세트, 디지털 싱글, 인스트루멘털을 위한 선주문을 시작하였다. 그 다음 날, 방탄소년단은 2개의 뮤직 비디오 릴리스, 미국 방송국과의 3건의 인터뷰, 2020 MTV 비디오 뮤직 어워드의 공연에 관한 프로모션 스케줄을 공유하였다. 이 노래의 EDM과 어크수틱 리믹스는 8월 24일 발매되었다. 추가적인 트로피컬·풀사이드 리믹스는 8월 28일 발매되었다.

## 음악
'Dynamite'는 1970년대의 영향을 받은 디스코-팝송이며 펑크와 소울의 요소를 결합하였다. 빌보드 차트에서 상위권을 차지할 수 있었던 데에는 모든 가사가 영어로 씌여졌다는 점 역시 들 수 있는데, K-POP 칼럼니스트인 제프 벤자민은 "대체로 영어 가사가 아닌 곡은 미국에서 인기를 얻지 못하는 경향이 있다"며, "100% 영어 가사였기 때문에 미국 시장에 빠르게 녹아들 수 있었다"는 견해를 보였다. 그러면서도 "이는 빌보드 차트에 들기 위한 전략이 아닌, 새로운 시도"였다고 평가했다.

## 곡 목록
7인치, CD, 카세트, 디지털
1. Dynamite – 3:19
2. Dynamite (Instrumental) – 3:18

- 디지털 EP (Extended)[17]

1. "Dynamite"  – 3:19
2. "Dynamite" (Instrumental) – 3:18
3. "Dynamite" (Acoustic Remix) – 3:17
4. "Dynamite" (EDM Remix) – 3:18

- 디지털 EP (Deluxe)[18]

1. "Dynamite"  – 3:19
2. "Dynamite" (Instrumental) – 3:18
3. "Dynamite" (Acoustic Remix) – 3:17
4. "Dynamite" (EDM Remix) – 3:18
5. "Dynamite" (Tropical Remix) – 3:17
6. "Dynamite" (Poolside Remix) – 3:03

## 차트

### 주간 차트
| 차트                            | 최고순위 |
| ------------------------------- | -------- |
| 대한민국 (가온 디지털 차트)     | 1        |
| 대한민국 (가온 다운로드 차트)   | 1        |
| 대한민국 (가온 스트리밍 차트)   | 1        |
| 미국 (빌보드 핫 100)            | 1        |
| 일본 (재팬 핫 100)              | 3        |
| 영국 (OCC 싱글 차트)            | 3        |
| 캐나다 (캐나디안 핫 100)        | 2        |
| 오스트레일리아 (ARIA 싱글 차트) | 2        |
| 뉴질랜드 (RMNZ 싱글 차트)       | 4        |
| 대한민국 (플로 차트)            | 1        |

## 판매량
| 국가 | 판매량     |
| ---- | ---------- |
| 미국 | 482,000+   |
| 중국 | 1,014,099+ |
| 일본 | 40,475+    |

## 발매일
| 국가   | 날짜            | 포맷                     | 레이블            | 각주   |
| ------ | --------------- | ------------------------ | ----------------- | ------ |
| 다양함 | 2020년 8월 21일 | 디지털 다운로드 스트리밍 | 빅 히트 소니 뮤직 | [ 19 ] |
| 미국   | 2020년 8월 21일 | 7인치                    | 빅 히트 소니 뮤직 | [ 20 ] |
| 미국   | 2020년 8월 21일 | 카세트 싱글              | 빅 히트 소니 뮤직 | [ 21 ] |
| 미국   | 2020년 8월 25일 | 컨템포러리 히트 라디오   | 컬럼비아          | [ 22 ] |

## 같이 보기
- 2020년 빌보드 핫 100 차트 1위 목록
- 2020년 가온 디지털 차트 1위 목록